# 대한민국 상법 제173조
대한민국 상법 제173조는 회사의 권리능력 제한에 대한 상법 회사법의 조문이다. 다른 회사에 무한책임사원이 되는 것을 금지하며 유한책임사원은 허용하고 있다. 1962년 1월 20일에 제정되었으며 1963년 1월 1일에 시행되었다. 회사의 책임 범위를 제한하고 무한책임으로 인한 잠재 리스크를 예방하는 조항이다. 

## 조문
제173조 (권리능력의 제한) 회사는 다른 회사의 무한책임사원이 되지 못한다.

第173條 (權利能力의 制限)會社는 다른 會社의 無限責任社員이 되지 못한다.

## 해설
본 조문의 취지는 회사의 존재가 다른 회사의 운명에 좌우되어 독립운영이 위태로워 지는 것을 막기 위함이다. 회사는 간접•유한책임만 지는 주식회사의 주주와 유한책임회사의 업무집행자는 될 수 있다. 일본 회사법의 경우 회사가 다른 회사의 무한책임사원이 되는 것을 허용한다

## 준용 조항

### 적용배제
- 사모투자전문회사[4]와 경영참여형 사모집합투자기구[5]의 경우 본 조항이 적용하지 않는다.  투자합자회사는 업무집행사원 1인 외의 무한책임사원을 둘 수 없으며 업무집행사원은 본 조에도 불구하고 집합투자업자이어야 한다[6] 투자합자회사와 유사한 벤처투자조합에 대해서는 이런 예외를 규정하지 않고 있다[7]

- 합작법무법인에 관해서 조항의 규정을 준용하지 않는다[8]
- 선주상호보험조합의 권리능력 제한, 본점ㆍ지점의 이전등기 및 설립등기의 변경등기 등에 관해서 본 조항을 준용한다.[9]

## 사례
- MBTi파트너스(가상)는 사모투자전문회사(프라이빗에쿼티 펀드)로 유한책임회사(LLC) 형태로 설립되어 있다. MBTi는 연기금 등 투자자들을 모아 사모펀드인 A를 설립한 후 무한책임사원(GP, General Partner)가 되어 고구려아연(가상기업)의 지분을 인수하는 등 자산을 운용한다.

## 같이 보기
- 회사의 능력
- 대표권 제한
- 자본시장법